# Shagrath (Musiker)

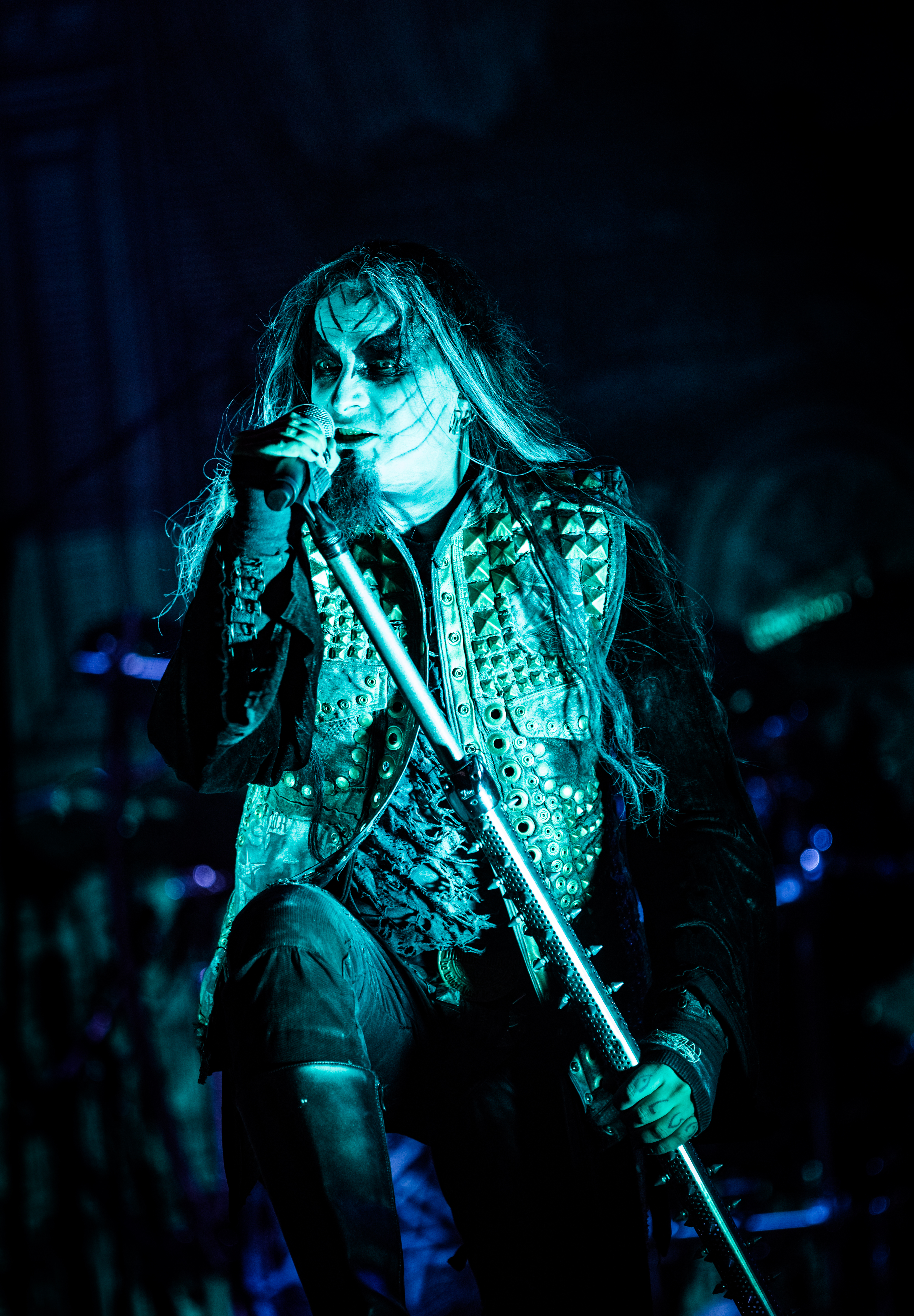
Shagrath mit Dimmu Borgir live beim Wacken Open Air 2018

Shagrath (bürgerlich Stian Tomt Thoresen) ist ein norwegischer Musiker. Bekannt geworden ist er als Sänger der 1993 gegründeten Dark-Metal-Band Dimmu Borgir sowie als Gitarrist der Band Chrome Division. Bei Dimmu Borgir spielte er auch unregelmäßig Schlagzeug, E-Bass und Keyboard. Vor der Gründung von Dimmu Borgir spielte er in der Black-Metal-Band Fimbulwinter, die 1994 aufgelöst wurde. Außerdem war er 1994 kurzzeitig Mitglied bei Ulver.

## Leben

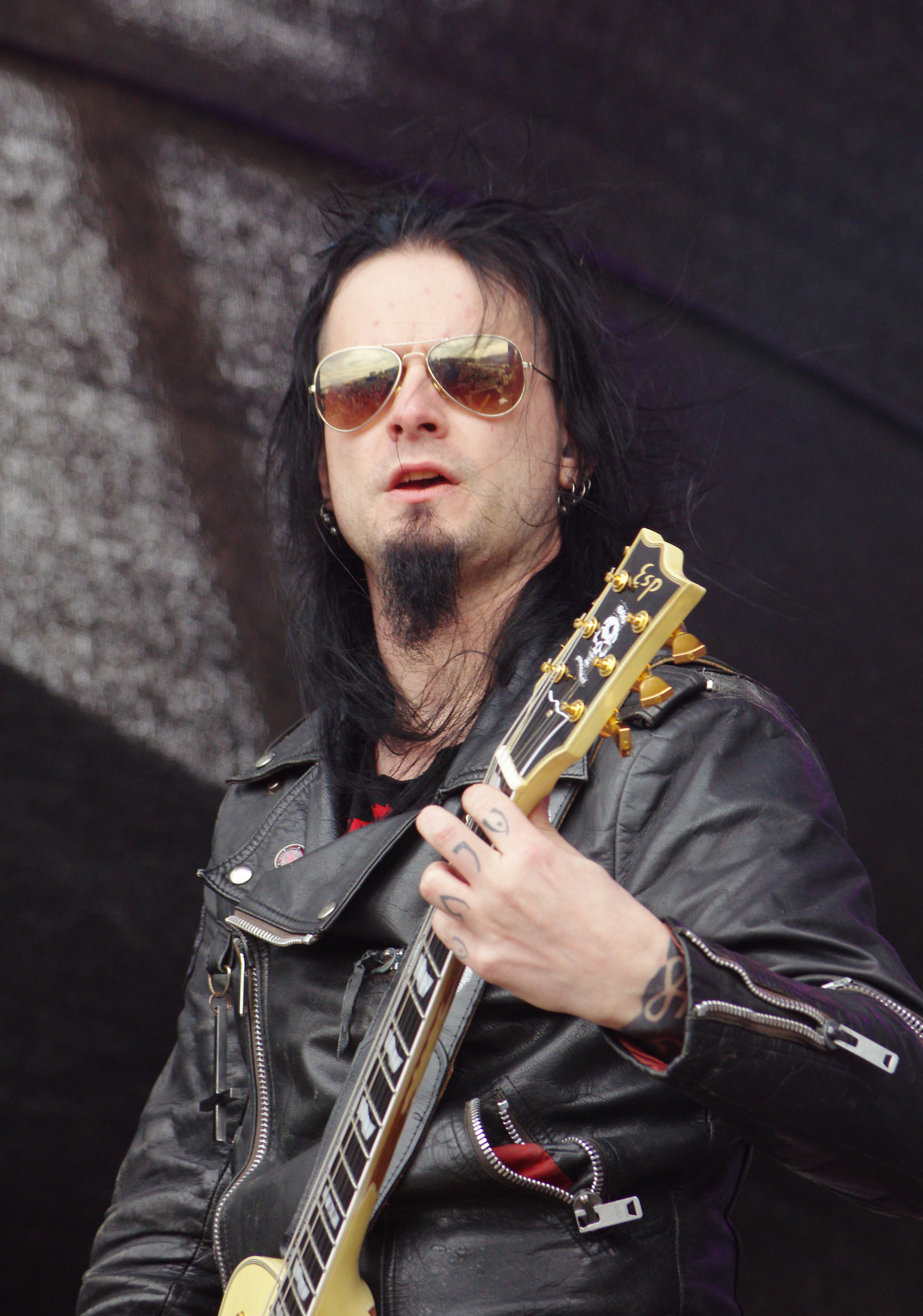
Shagrath, 2013

2009 gründete er mit dem Ex-Gorgoroth-Bassisten King Ov Hell das Projekt Ov Hell. Ein Teil der Musik des Debüts, auf dem Teloch (1349), Arve „Ice Dale“ Isdal (Enslaved, I) und Frost (Satyricon) mitspielen, schrieb King ursprünglich für Gorgoroth und God Seed mit Gaahls Stimme im Hinterkopf. Ihr Debütalbum The Underworld Regime wurde 2010 veröffentlicht. Ähnlich wie bei Shagraths Hauptband Dimmu Borgir wird Ov Hell vorgeworfen, ein kommerzielles Allstar-Projekt zu sein. Dem entgegnete Shagrath, dass er „diese Musik und ihre Inhalte lebe“, während die selbsternannten „Sittenwächter“ „von ihrer Disney-Version des Black Metal“ „faseln“ würden. Er teile mit King „eine satanische Perspektive in unserer Musik, die viele andere Gruppen verloren haben“.

## Persönliches
Im Herbst 2008 war er mit der ehemaligen Freundin von Nicolas Cage, Christina Fulton, kurzzeitig verlobt. Die Hochzeit wurde erst auf 2009 verschoben, in späteren Pressemeldungen wird keine Ehe erwähnt.

## Diskografie
mit Fimbulwinter
- 1991: Rehearsal (Demo)
- 1992: Rehearsal Demo (Demo)
- 1994: Servants of Sorcery

mit Dimmu Borgir
- siehe Dimmu Borgir#Diskografie

mit Ov Hell
- 2010: The Underworld Regime

Gastauftritte
- Astarte · Sirens (2004, The Ring of Sorrow)
- Diaz · Velkommen Hjem Andres (2004, Mitt Terningkast)
- Destruction · Inventor of Evil (2005, The Alliance of Hellhoundz)
- Kamelot · The Black Halo (2005, March of Mephisto und Memento Mori)
- Susperia · Attitude (2009, Sick Bastard)
- Crossplane · Class of Hellhound High (2013, I Will Be King)
- World of Damage · I Will Not Conform (2021, Invoke Determination)